# Спортивная гимнастика на летних Олимпийских играх 1948
Соревнования по спортивной гимнастике на летних Олимпийских играх 1948 года проводились среди мужчин и женщин в девяти категориях. Этот турнир стал бенефисом сборной Финляндии: команда завоевала 10 медалей, шесть из которых были высшего достоинства. Более того, финны добились невероятного результата: в упражнениях на коне лидирующую тройку составляли финские спортсмены, но по итогам выступления им всем присудили золотые медали.

## Общий медальный зачёт
| Место | Страна       | Золото | Серебро | Бронза | Всего |
| ----- | ------------ | ------ | ------- | ------ | ----- |
| 1     | Финляндия    | 6      | 2       | 2      | 10    |
| 2     | Швейцария    | 3      | 4       | 2      | 9     |
| 3     | Венгрия      | 1      | 2       | 3      | 6     |
| 4     | Чехословакия | 1      | 0       | 3      | 4     |
| 5     | США          | 0      | 0       | 1      | 1     |

## Медалисты

### Мужчины
| Дисциплина            | Золото | Серебро | Бронза |
| --------------------- | --- | --- | --- |
| Абсолютное первенство | Вейкко Хухтанен Финляндия | Вальтер Леман Швейцария | Пааво Аалтонен Финляндия |
| Вольные упражнения    | Ференц Патаки Венгрия | Янош Модьёроши-Кленч Венгрия | Зденек Ружичка Чехословакия |
| Перекладина           | Йозеф Штальдер Швейцария | Вальтер Леман Швейцария | Вейкко Хухтанен Финляндия |
| Брусья                | Михаэль Рёйш Швейцария | Вейкко Хухтанен Финляндия | Йозеф Штальдер Швейцария |
| Брусья                | Михаэль Рёйш Швейцария | Вейкко Хухтанен Финляндия | Кристиан Кипфер Швейцария |
| Конь                  | Пааво Аалтонен Финляндия | не присуждалась | не присуждалась |
| Конь                  | Вейкко Хухтанен Финляндия | не присуждалась | не присуждалась |
| Конь                  | Хейкки Саволайнен Финляндия | не присуждалась | не присуждалась |
| Кольца                | Карл Фрай Швейцария | Михаэль Рёйш Швейцария | Зденек Ружичка Чехословакия |
| Опорный прыжок        | Пааво Аалтонен Финляндия | Олави Рове Финляндия | Янош Модьёроши-Кленч Венгрия |
| Опорный прыжок        | Пааво Аалтонен Финляндия | Олави Рове Финляндия | Ференц Патаки Венгрия |
| Опорный прыжок        | Пааво Аалтонен Финляндия | Олави Рове Финляндия | Лео Соторник Чехословакия |
| Командное первенство  | Финляндия · Пааво Аалтонен · Вейкко Хухтанен · Калеви Лайтинен · Олави Рове · Алексантери Саарвала · Суло Салми · Хейкки Саволайнен · Эйнари Терясвирта | Швейцария · Карл Фрай · Кристиан Кипфер · Вальтер Леман · Робер Люси · Михаэль Рёйш · Йозеф Штальдер · Эмиль Тудер · Мельхиор Тальман | Венгрия · Ласло Бараньяи · Янош Модьёроши-Кленч · Ференц Патаки · Йожеф Фекете · Дьёзё Модьёроши · Лайош Санта · Лайош Тот · Ференц Варкёи |

### Женщины
| Дисциплина           | Золото | Серебро | Бронза |
| -------------------- | --- | --- | --- |
| Командное первенство | Чехословакия · Зденька Гонсова · Мария Коваржова · Милослава Мисакова · Милена Мюллерова · Вера Ружичкова · Ольга Шилганова · Божена Срнцова · Зденька Вержмиржовская | Венгрия · Эржебет Балаж · Анна Фехер · Ирен Карчич · Эржебет Кётелеш · Мария Кёви · Маргит Надь · Ольга Ташш · Эдит Вашархейи | США · Хелен Шифано · Клара Шрот · Мета Эльсте · Мэриэн Бароне · Ладислава Баканич · Конни Каруччио-Ленц · Анита Симонис · Дороти Далтон |